# Shkotovsky (huyện)
Huyện Shkotovsky (tiếng Nga: ? райо́н) là một huyện hành chính tự quản (raion), của Vùng Primorsky, Nga. Huyện có diện tích 2972 kilômét vuông, dân số thời điểm ngày 1 tháng 1 năm 2000 là 26900 người. Trung tâm của huyện đóng ở Bol'shoy-Kamen'.